# Sindicato de Guionistas de los Estados Unidos

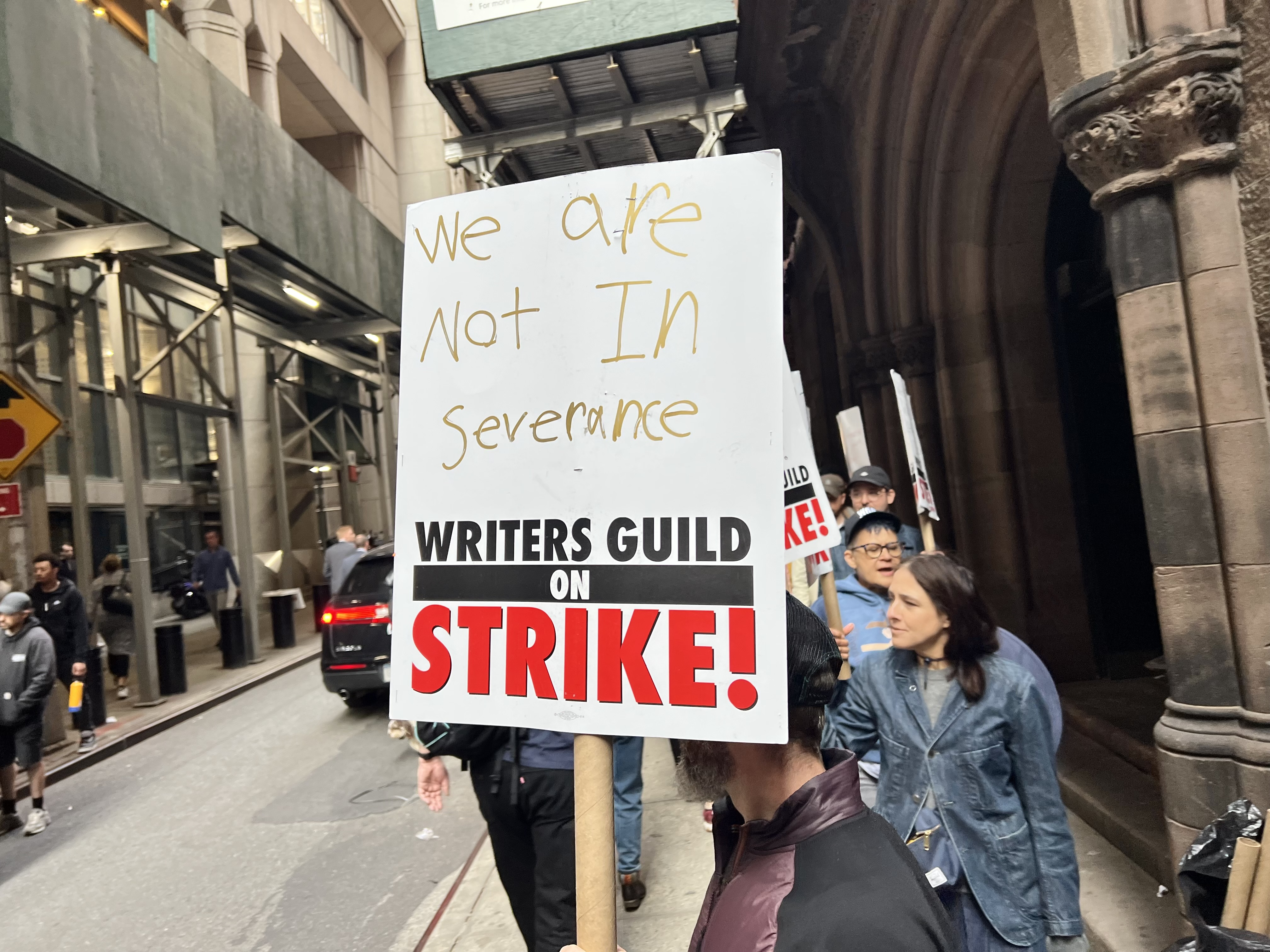
Huelga de guionistas en Nueva York, fuera del rodaje de la serie de televisión de Marvel Studios y Disney+, Daredevil: Born Again, en el marco de la disputa laboral entre el Gremio de Escritores de América (WGA) y las productoras de televisión y cine.

El Gremio de Escritores de América es un término genérico para referirse a los esfuerzos conjuntos de dos distintos sindicatos en Estados Unidos
- El Gremio de Escritores de América, Este (WGAE), en representación de los escritores de cine y televisión en la ciudad de Nueva York.
- El Gremio de Escritores de América, Oeste (WGAW), en representación de escritores de televisión y de cine en Hollywood y en el sur de California.

El WGAE y WGAW negocian contratos, y también deciden la suspensión del trabajo simultáneamente:
Ver también:
- Gremio de Escritores de América huelga (2007-12 de febrero de 2008).
  - Efecto de la 2007-08 Gremio de Escritores de América huelga en la televisión, una lista de la televisión muestra afectados por la huelga.
  - Reacción de los actores a la 2007-08 Gremio de Escritores de América huelga, un artículo sobre los actores reacciones y acciones en relación con la huelga.
- 1988 Gremio de Escritores de América huelga
- 1960 Gremio de Escritores de América huelga

Si bien cada gremio es independiente, realizan algunas actividades en paralelo:
- Writers Guild of America Award, un show de entrega de premios anual con presentaciones simultáneas en Nueva York y Hollywood.
- Guion de Ventajas de Windows Original sistema de crédito, que determina la forma en la cual los nombres de los escritores figuran en los créditos.
- De Ventajas de Windows Original script servicio de registro, servicios en línea para comprobar los scripts, cuando fueron escritos, y por quién.

- Afiliación Internacional de Escritores Guilds (GTI), una federación internacional sindical, al cual pertenecen los dos gremios.

- Datos: Q1180240
- Multimedia: Writers Guild of America / Q1180240